# Маккоуэн, Тиэра
Тиэра Маккоуэн (англ. Teaira McCowan; род. 28 сентября 1996 года в Брайане, штат Техас, США) — американская профессиональная баскетболистка, которая выступает в женской национальной баскетбольной ассоциации за клуб «Даллас Уингз». Была выбрана на драфте ВНБА 2019 года в первом раунде под общим третьим номером командой «Индиана Фивер». Играет на позиции центровой.

## Ранние годы
Тиэра родилась 28 сентября 1996 года в городе Брайан, столице округа Бразос (Техас), в семье Дейронна Маккоуэна и Трейси Нанн, училась же она немного южнее, в городе Бренем, в одноимённой средней школе, в которой выступала за местную баскетбольную команду.